# Peräjärvi (sjö i Lappland, lat 66,37, long 25,98)
Peräjärvi är en sjö i Finland. Den ligger i kommunen Rovaniemi i landskapet Lappland, i den norra delen av landet, 700 km norr om huvudstaden Helsingfors. Peräjärvi ligger 148,9 meter över havet. Arean är 33,8 hektar och strandlinjen är 2,62 kilometer lång. Sjön  ingår i Kemi älvs huvudavrinningsområde. 